# نیروگاه تلمبه ذخیره‌ای اینگولا
نیروگاه تلمبه ذخیره‌ای اینگولا (به لاتین: Ingula Pumped Storage Scheme) یک نیروگاه تلمبه ذخیره‌ای در آفریقای جنوبی است که در کوازولو-ناتال واقع شده‌است.